# Wallace McCutcheon sr.
Wallace „Old Man“ McCutcheon sr. (geboren 1862 in New York City; gestorben am 3. Oktober 1918 in Brooklyn, New York City) war ein US-amerikanischer Filmregisseur.

## Werdegang
Bereits als Kind war Wallace McCutcheon Ticketverkäufer und später Kassierer von Theatern in Brooklyn. Um 1893 mietete er das Grand Opera House in Brooklyn, das bis zu einem Eisenbahnstreik, der das öffentliche Leben lahmlegte, ordentlich lief. Da McCutcheon nicht über genug Rücklagen zum Überbrücken der spielfreien Zeit verfügte musste er das Theater aufgeben. Als 1897 die American Mutoscope Company von deren Mitbegründern William K. L. Dickson und Elias Koopman verlassen wurde, die in London die British Mutoscope and Biograph Company gründeten, wurde ein Produktionsleiter benötigt. Wallace McCutcheon übernahm die Aufgabe und war bis 1905 bei der Biograph Company tätig. Seine eigentliche Aufgabe bestand darin, die Arbeit Anderer zu beaufsichtigen und zu koordinieren. Er fand jedoch auch Zeit zum Schreiben von Drehbüchern, das Regieführen und die Kameraarbeit, und gilt als einer der Pioniere der Verfolgungsjagd im Film. Mit Frank J. Marion arbeitete er zeitweise intensiv zusammen, so in den Jahren 1902 und 1903, als der ursprüngliche Breitfilm von 68 mm der Biograph, der nicht mit den Formaten anderer Produzenten kompatibel war und für Aufnahme und Weiterbearbeitung spezielle Apparate erforderte, durch den üblichen 35-mm-Film ersetzt wurde. In diesen Jahren entstanden die Foxy Grandpa-Serie als Comic-Adaption und die technisch herausragenden Früh-Western Kit Carson und The Pioneers.
Nach Jahren der erfolgreichen Arbeit bei Biograph wurde Wallace McCutcheon im Mai 1905 mit dem Kameramann A. E. Weed von den Edison Studios abgeworben, wo er mit Edwin S. Porter zusammen arbeitete. Allerdings wurden Porter und McCutcheon nie ein derart gut eingespieltes Team wie Marion und McCutcheon bei Biograph.
Im Oktober 1907 kehrte McCutcheon als Regisseur zur wirtschaftlich schwer angeschlagenen Biograph zurück. Er war weiterhin außerordentlich kreativ. So schuf er 1908 mit The Sculptor’s Nightmare einen der ersten Kinofilme unter Nutzung der Knetanimation, wobei der größte Teil der Handlung von realen Schauspielern dargestellt wird. Im selben Jahr drehte er als einen seiner letzten Filme bei der Biograph Old Isaacs, the Pawnbroker, in dem er geschickt die Parallelmontage für eine Rückblende nutzt. Sein wichtigster Beitrag zur Rettung der Biograph Company war jedoch die Einstellung des im Filmgeschäft unbekannten David W. Griffith als Schauspieler und der Kauf einiger seiner Drehbücher.
Wallace McCutcheon sr. hatte acht Kinder. Sein ältester Sohn Wallace „Wally“ McCutcheon jr. war ein Theater- und Filmschauspieler und erhielt von seinem Vater schon als Kind kleine Rollen in seinen Filmen. Auch seine anderen Kinder wie die Tochter Marie und seine Ehefrau spielten in den Filmen McCutcheons gelegentlich mit. Als der Vater im Frühjahr 1908 erkrankte sprang „Wally“ für ihn vorübergehend als Regisseur der Biograph Company ein. Wallace jr. konnte die Erwartungen nicht erfüllen und wurde nach wenigen Filmen von David W. Griffith abgelöst, der damit seine Karriere als bedeutendster US-amerikanischer Filmregisseur der Stummfilmzeit begann.
Nach der vorübergehenden Besserung seines Gesundheitszustands war die nächste berufliche Station McCutcheons das neu gegründete Unternehmens von Gaston Méliès. Dieser hatte die Niederlassung der Firma seines Bruders Georges Méliès geleitet, die American Star Company. Nachdem diese mit allen großen Filmproduzenten den Filmtrust Motion Picture Patents Company gegründet hatte, wurden die Zahlungen nach Frankreich eingestellt. Gaston Méliès gründete sein eigenes Unternehmen, The Star Film Company, wofür er die Mittel der Firma seines Bruders und die überlassenen Filme veruntreute. Die Studios der Firma lagen im Süden von Brooklyn und Wallace McCutcheon wurde im August 1909 ihr Regisseur. Als erster Film der Star Film Company kam im November 1909 The Stolen Wireless in die Kinos. 1910 war McCutcheon an der Errichtung der „Star Film Ranch“ im texanischen San Antonio führend beteiligt.
Wallace McCutcheons Gesundheitszustand, er litt unter einer Herzerkrankung, ermöglichte ihm in den letzten Lebensjahren keine berufliche Tätigkeit. Am 3. Oktober 1918 starb er im Haus seiner Schwägerin in Brooklyn. Er hinterließ seine Ehefrau, drei Söhne und zwei Töchter.

## Filmografie
- 1897: Fastest Wrecking Crew in the World
- 1899: An Intrigue in the Harem
- 1899: How the Tramp Lost His Dinner
- 1899: A Gay Old Boy[9]
- 1899: The Fire Boat ‘New Yorker‘
- 1899: Topsy-Turvy Quadrille
- 1899: Where There's a Will, There's a Way
- 1899: Wonderful Dancing Girls
- 1899: The X-Ray Mirror
- 1900: How They Rob Men in Chicago
- 1900: Caught
- 1900: I Had to Leave a Happy Home for You
- 1900: Necessary Qualifications of a Typewriter
- 1900: The Perfect Woman Wanted Her Picture in the Altogether
- 1902: Foxy Grandpa (Serie von Comic-Adaptionen)
- 1903: Kit Carson
- 1903: The Pioneers
- 1904: The Escaped Lunatic
- 1904: The Moonshiner
- 1904: The Lost Child
- 1904: The Chicken Thief
- 1905: Personal
- 1905: 20,000 Leagues Under the Sea
- 1907: Wanted, a Woman[6]
- 1908:  Bobby’s Kodak
- 1908: Falsely Accused!
- 1908: Her First Adventure
- 1908: The Sculptor’s Nightmare
- 1908: Ostler Joe
- 1908: Professional Jealousy
- 1908: The Kentuckian
- 1908: Old Isaacs, the Pawnbroker
- 1908: When Knights were Bold
- 1909: The Stolen Wireless[7]